# Soy Porque Somos
Soy Porque Somos (SPS) fue un partido político colombiano inspirado en la filosofía ubuntu. Fue fundado el 21 de julio de 2021 cómo movimiento, el 20 de diciembre de 2023 obtuvo su personería jurídica y se convirtió en partido. Es uno de los partidos que conforman el Pacto Histórico, coalición política que llevó a la presidencia a Gustavo Petro. La vicepresidenta de Colombia Francia Márquez es fundadora y líder del partido.
Este partido promueve ideas como: la justicia social, económica, de género, racial y ambiental, la protección de los derechos humanos, entre otros.

## Historia

### Pacto Histórico
El 21 de julio de 2021, en un acto público en el municipio de Santander de Quilichao, se lanza oficialmente el movimiento Soy Porque Somos, con el objetivo de apoyar la precandidatura presidencial de Francia Márquez, además se anuncia la participación del movimiento en la coalición liderada por Gustavo Petro, el Pacto Histórico. Márquez participaría en la consulta interpartidista de la coalición, en la que quien resultara ganador sería el candidato presidencial único del Pacto, además se sugirió que la segunda candidatura más votada fuera la fórmula vicepresidencial, aunque esto no fue formalmente acordado.
El movimiento necesitaba recolectar firmas para inscribir su precandidatura presidencial, sin embargo las firmas obtenidas fueron insuficientes, por lo que el movimiento tuvo que buscar el aval de otro grupo político perteneciente al Pacto Histórico que contara con personería jurídica ante el Consejo Nacional Electoral. Inicialmente lograron el aval del partido Autoridades Indígenas de Colombia y más tarde el del Polo Democrático Alternativo.
En enero de 2022, durante la campaña para las elecciones legislativas de marzo, el movimiento estuvo en conversaciones sobre si debía continuar o no dentro del Pacto Histórico debido al incumplimiento de la coalición de incluirlos en los primeros 20 lugares de la lista cerrada para el senado. La colectividad decidió permanecer en la coalición, sin embargo los dos candidatos que fueron ubicados en una posición desfavorable, Carlos Reyes y María Vicenta Moreno, renunciaron a la lista.
El movimiento presentó tres candidatos a la cámara de representantes para la Circunscripción Especial de Comunidades Negras, estos fueron Alí Bantú Ashanti, Ariel Rossebel Palacios e Idalmy Minota Terán, ninguno resultó electo.

### Fórmula vicepresidencial y elección

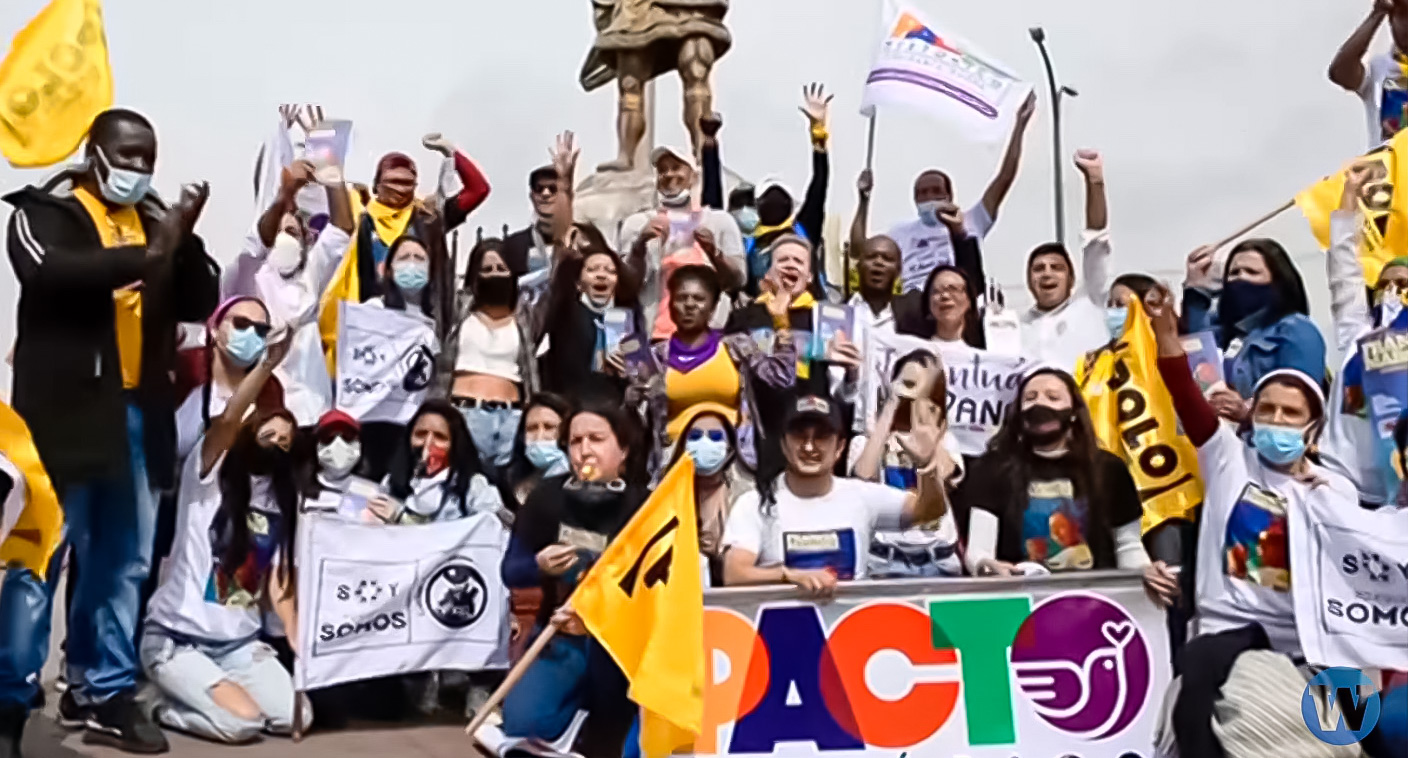
Francia Márquez acompañada de simpatizantes de Soy Porque Somos y del PDA, durante la campaña presidencial de 2022.

Durante las elecciones legislativas se llevaron a cabo simultáneamente las consultas interpartidistas de las coaliciones Pacto Histórico, Centro Esperanza y Equipo por Colombia. Francia Márquez logró el segundo lugar en la consulta de la coalición detrás de Gustavo Petro y fue considerada como la sorpresa de las elecciones al obtener más de 700 mil votos. Días después fue anunciada oficialmente como la fórmula vicepresidencial de la coalición.
Las elecciones presidenciales se llevaron a cabo el 29 de mayo de 2022 donde obtuvieron el primer lugar de votación con más de 8 millones 500 mil votos, dándoles el paso a segunda vuelta electoral que se disputó el 19 de junio. Finalmente, con más de 11 millones de votos, vencieron a la candidatura de Rodolfo Hernández y Marelen Castillo en el balotaje. Francia Márquez asumió como vicepresidenta el 7 de agosto de 2022. 

#### Representación en el gobierno
Durante el empalme entre el entrante Gobierno de Gustavo Petro y el saliente Gobierno de Iván Duque, el movimiento tuvo representación en el comité general por medio de Aurora Vergara, académica que es directora del Centro de Estudios Afrodiaspóricos (CEAF) y en el empalme del área de «Poblaciones» por medio de la caucana Clemencia Carabalí y el sanandresano raizal Graybern Livingston Forbes.
Igualmente para el empalme del equipo de Ciencia fue nombrada la académica Irene Vélez Torres de la Universidad del Valle muy cercana a Francia Márquez y al movimiento Soy Porque Somos. Se generó un debate debido al rumor del posible nombramiento de la académica para ocupar el cargo de Ministra de Ciencia y Tecnología debido al planteamiento del movimiento y de Vélez Torres sobre la «ciencia hegemónica», postura que fue criticada por algunos científicos como Moisés Wasserman. Finalmente, Irene Vélez Torres fue designada como la nueva ministra de Minas y Energía.

## Figuras destacadas

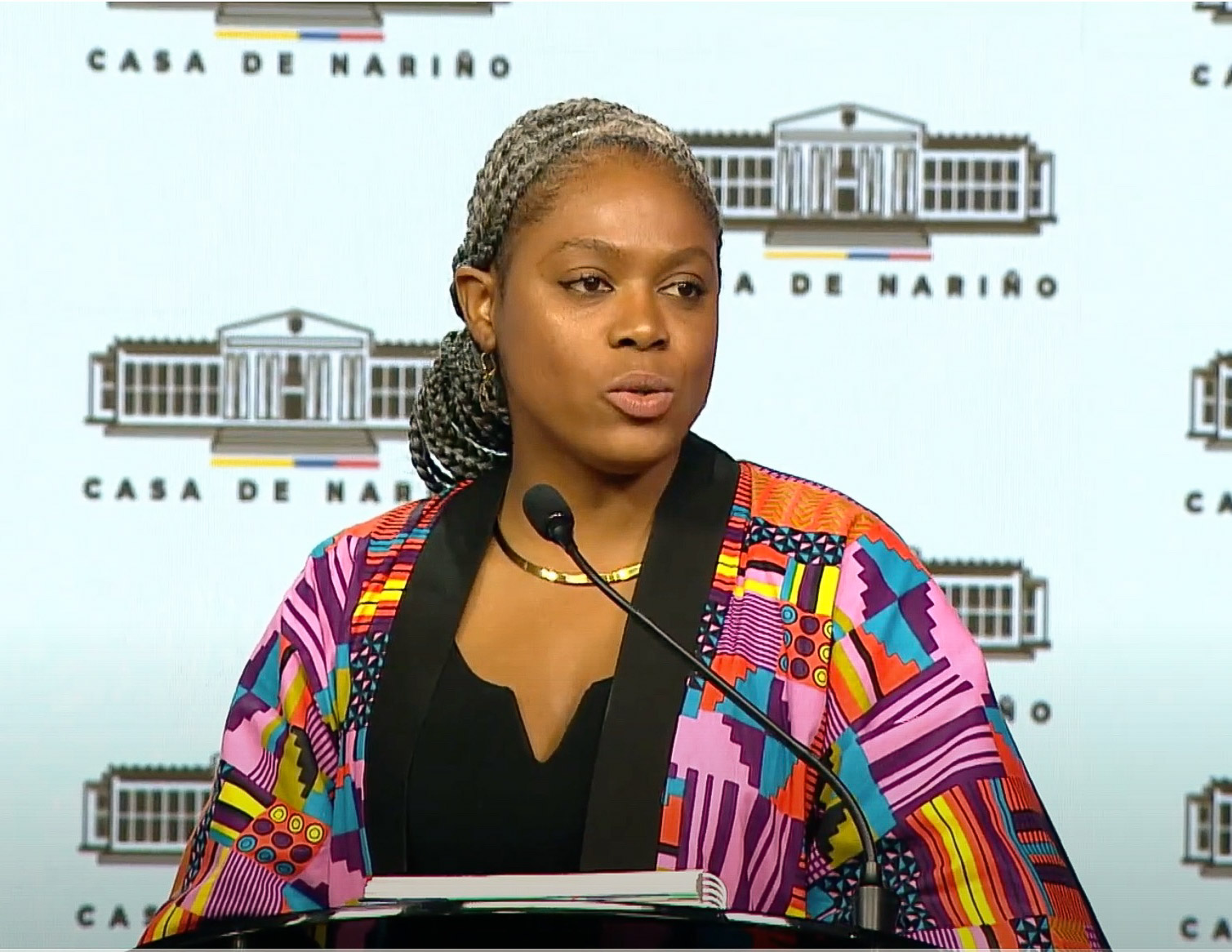
Profesora Aurora Vergara, ministra de Educación del Gobierno Petro.

Algunas de las personas que han tenido alguna figuración pública dentro del movimiento son:
- Francia Elena Márquez Mina - Ministra de Igualdad y equidad y Vicepresidenta de Colombia electa en 2022.
- Dorina Hernández Palomino - Representante a la cámara por Bolívar 2022-2026. Primera presidenta del partido.
- Aurora Vergara - Equipo nacional de empalme del Gobierno Petro y ministra de Educación Nacional del mismo (2023-2024).[17]
- Carlos Rosero - Ministro de Igualdad y Equidad desde 2025 y precandidato a la lista al senado del Pacto Histórico.[7]
- Clemencia Carabalí - Ganadora del premio Woodrow Wilson. Encabezó el equipo de empalme de «Poblaciones» del Gobierno Petro.[14] Fue nombrada consejera presidencial para la equidad de la mujer.[18]
- Graybern Livingston Forbes - Equipo de empalme de «Poblaciones» del Gobierno Petro.[14]
- Alí Bantú Ashanti - Candidato a la cámara en 2022.[9]
- Ariel Rossebel Palacios - Candidato a la cámara en 2022.[9]
- Idalmy Minota Terán - Candidato a la cámara en 2022.[9]
- Irene Vélez Torres - Ministra de minas y energías del Gobierno Petro y académica asesora del movimiento.[15]
- María Vicenta Moreno - Precandidata al senado del Pacto Histórico.[7]

## Resultados electorales
| Año  | Candidatos    | Candidatos      | 1.ª Vuelta | 1.ª Vuelta | 2.ª Vuelta | 2.ª Vuelta | Resultado | Notas                               |
| Año  | Presidente    | Vicepresidente  | Votos      | %          | Votos      | %          | Resultado | Notas                               |
| ---- | ------------- | --------------- | ---------- | ---------- | ---------- | ---------- | --------- | ----------------------------------- |
| 2022 | Gustavo Petro | Francia Márquez | 8.541.617  | 40.34      | 11.291.986 | 50.44      | Electo    | Candidato único del Pacto Histórico |

| Cámara de representantes | Cámara de representantes | Cámara de representantes | Cámara de representantes | Cámara de representantes |
| año                      | votos                    | %                        | Escaños                  | Notas |
| ------------------------ | ------------------------ | ------------------------ | ------------------------ | --- |
| 2022                     | 24.085                   | 5.05%                    | 0/188                    | Soy Porque Somos solo apareció en el balotaje para la Cámara de Representantes de la circunscripción especial de afrodescendientes. Además, obtuvieron un escaño en la cámara por la alianza Polo Democrático Alternativo-Soy Porque Somos |